# بژگ
بژگ (به لهستانی:  Brzeg) یک منطقهٔ مسکونی در لهستان است که در شهرستان بژگ واقع شده‌است. بژگ ۱۶٫۰ کیلومتر مربع مساحت و ۳۶٬۳۸۱ نفر جمعیت دارد و ۱۵۰ متر بالاتر از سطح دریا واقع شده‌است.

## خواهرخوانده
شهرهای بروون، بورگ-آن-برس، گسلار و اکرنفورده خواهرخوانده‌های بژگ هستند.